# Rouge (groupe allemand)
 (septembre 2018).
Pour les articles homonymes, voir Rouge (homonymie).
Rouge est un duo féminin formé d'anciens membres d'Arabesque. Le duo prend part avec Einer von uns au concours de sélection de l'Allemagne pour le Concours Eurovision de la chanson 1987.

## Discographie
- 1986 : Hold On
- 1986 : The Leader of the Pack
- 1987 : Einer von uns
- 1988 : Love Line Operator

## Source de la traduction
- (de) Cet article est partiellement ou en totalité issu de l’article de Wikipédia en allemand intitulé « Rouge (deutsche Band) » (voir la liste des auteurs).